# 欧米加参
欧米加参（1928年7月—2020年8月1日），男，藏族，四川巴塘人，中国舞蹈家，曾任中国舞蹈家协会理事，中央民族歌舞团副团长。